# Plectus armatus
Plectus armatus är en rundmaskart som beskrevs av Butschli 1873. Plectus armatus ingår i släktet Plectus och familjen Plectidae. Inga underarter finns listade i Catalogue of Life.